# Erzbistum Dodoma
Das Erzbistum Dodoma (lat.: Dioecesis Dodomaensis) ist eine in Tansania gelegene römisch-katholische Erzdiözese mit Sitz in Dodoma.

## Geschichte
Das Bistum Dodoma wurde am 28. Januar 1935 durch Papst Pius XI. mit der Apostolischen Konstitution Romani Pontificis aus Gebietsabtretungen der Apostolischen Vikariate Bagamoyo und Kilimandscharo sowie der Apostolischen Präfektur Iringa als Apostolische Präfektur Dodoma errichtet. Am 14. April 1943 gab die Apostolische Präfektur Dodoma Teile ihres Territoriums zur Gründung der Apostolischen Präfektur Mbulu ab. Die Apostolische Präfektur Dodoma wurde am 10. Mai 1951 durch Papst Pius XII. mit der Apostolischen Konstitution In Tanganyikensi zum Apostolischen Vikariat erhoben.
Am 25. März 1953 wurde das Apostolische Vikariat Dodoma durch Pius XII. zum Bistum erhoben und dem Erzbistum Daressalam als Suffraganbistum unterstellt. Das Bistum Dodoma gab am 25. März 1972 Teile seines Territoriums zur Gründung des Bistums Singida ab. Eine weitere Gebietsabtretung erfolgte am 12. März 2011 zur Gründung des Bistums Kondoa.
Am 6. November 2014 erhob Papst Franziskus das Bistum Dodoma in den Rang eines Metropolitansitzes und unterstellte dem Erzbistum die Bistümer Kondoa und Singida als Suffraganbistümer.

## Ordinarien

### Apostolische Präfekten von Dodoma
- Stanislao dell’Addolorata CP, 1937–1941

### Apostolische Vikare von Dodoma
- Antonio Geremia Pesce CP, 1951–1953

### Bischöfe von Dodoma
- Antonio Geremia Pesce CP, 1953–1971
- Matthias Joseph Isuja, 1972–2005
- Jude Thadaeus Ruwa’ichi OFMCap, 2005–2010, dann Erzbischof von Mwanza
- Gervas John Mwasikwabhila Nyaisonga, 2011–2014, dann Bischof von Mpanda

### Erzbischof von Dodoma
- Beatus Kinyaiya OFMCap, seit 2014